# Tommy Karlsson (musiker)
Tommy Karlsson spelar gitarr och saxofon i dansbandet Wizex. Han var med i uppstarten av bandet. Karlsson spelade i bandet mellan 1973 och 1984 men återkom 20 år senare till bandet.
Under de 20 år som Tommy Karlsson inte spelade i Wizex var han medlem i dansbanden Stig-Lorentz, Canyons och Thor-Freddys.